# Lavelle-Locustdale
Lavelle-Locustdale és una concentració de població designada pel cens dels Estats Units a l'estat de Pennsilvània. Segons el cens del 2000 tenia 649 habitants.

## Demografia
Segons el cens del 2000, Lavelle-Locustdale tenia 649 habitants, 275 habitatges, i 194 famílies. La densitat de població era de 240,9 habitants per quilòmetre quadrat.
Dels 275 habitatges en un 25,5% hi vivien nens de menys de 18 anys, en un 61,1% hi vivien parelles casades, en un 6,5% dones solteres, i en un 29,1% no eren unitats familiars. En el 26,2% dels habitatges hi vivien persones soles el 13,8% de les quals corresponia a persones de 65 anys o més que vivien soles. El nombre mitjà de persones vivint en cada habitatge era de 2,36 i el nombre mitjà de persones que vivien en cada família era de 2,84.
Per edats la població es repartia de la següent manera: un 18,3% tenia menys de 18 anys, un 6,9% entre 18 i 24, un 30,2% entre 25 i 44, un 27% de 45 a 60 i un 17,6% 65 anys o més.
L'edat mediana era de 42 anys. Per cada 100 dones de 18 o més anys hi havia 94,1 homes.
La renda mediana per habitatge era de 32.656 $ i la renda mediana per família de 49.659 $. Els homes tenien una renda mediana de 38.750 $ mentre que les dones 17.614 $. La renda per capita de la població era de 27.323 $. Cap de les famílies i el 2% de la població estaven per davall del llindar de pobresa.

## Poblacions més properes
El següent diagrama mostra les poblacions més properes.